# Joaquín Galera
Joaquín Galera Magdaleno (Baza, 25 de março de 1940 – 14 de abril de 2025), foi um ciclista espanhol, profissional entre 1961 e 1972. Um dos seus maiores sucessos desportivos foi a vitória de etapa obtida no Tour de France de 1965.
Seu irmão mais novo Manuel também se dedicou ao ciclismo.

## Palmarés
| - 1964 - Campeonato da Espanha de Montanha - Reineta - Subida a Arrate - 1965 - 1 etapa no Tour de France - Volta aos Vales Mineiros - 3.º no Campeonato da Espanha de Montanha - Subida ao Naranco - Reineta - 1966 - Reineta | - 1967 - Criterium de Gexto - 1968 - Subida a Urkiola - 1969 - 1 etapa da Volta ao País Basco - 1970 - 1 etapa da Volta à Andaluzia - G.P. Martorell - Subida a Arrate - 1971 - 1 etapa no Giro di Sardegna |

## Resultados em Grandes Voltas e Campeonato do Mundo
| Corrida            | 1964 | 1965 | 1966 | 1967 | 1968 | 1969 | 1970 | 1971 |
| ------------------ | ---- | ---- | ---- | ---- | ---- | ---- | ---- | ---- |
| Giro d'Italia      | -    | -    | -    | -    | -    | -    | -    | -    |
| Tour de France     | 17.º | 37.º | 15.º | -    | -    | 11.º | -    | -    |
| Volta a Espanha    | -    | 16.º | -    | -    | -    | -    | 8.º  | 34.º |
| Mundial em estrada | -    | -    | -    | -    | -    | -    | -    | -    |